# Michael Nicholson (universitaire)
 (juin 2024).
Pour les articles homonymes, voir Nicholson.
Michael Nicholson (né en 1941) est un étudiant perpétuel américain de Kalamazoo, Michigan, qui en 2016 est détenteur d'une licence, deux diplômes d'associé, trois diplômes de spécialisation et un doctorat, ainsi que 23 master universitaires, dont un en administration de la santé et en administration de l'éducation spécialisée,. Il est à l'école depuis 55 ans. Nicholson est diplômé de diverses institutions, notamment au Michigan, au Texas, en Indiana et au Canada. Son premier diplôme était en éducation religieuse du William Tyndale College. Nicholson a occupé plusieurs postes d'enseignant.
Interrogé en 2012 sur sa poursuite, Nicholson a déclaré : « Je suis resté à l'université, acceptant de petits boulots pour payer mes études, me faisant un point d'honneur à obtenir plus de diplômes et finalement j'ai pris ma retraite pour pouvoir aller à l'école à temps plein. » Il a accepté un emploi de préposé au stationnement pour obtenir une réduction sur les frais de scolarité.